# Adolf Petersen (Heimatforscher)
Adolf Petersen (* 20. Mai 1874 in Steinfeld; † 22. August 1949) war ein preußischer Postbeamter, Lokalpolitiker und Heimatforscher.

## Leben
Er wuchs in bescheidenen, ländlichen Verhältnissen auf und wurde nach einer dreijährigen Ausbildung in Kiel, Plön und Schenefeld als Postassistent eingesetzt. Mit der Ernennung zum Leiter des örtlichen Postamtes 1899 und der Heirat im folgenden Jahr wurde Süderbrarup zu Petersens Lebensmittelpunkt. In dieser Position war er Träger einer Reihe technischer Innovationen wie etwa den Ausbau der Fernmeldetechnik oder der Einrichtung von Omnibuslinien, die zusammen mit anderen Gründen für den Ort den Aufschwung zum ländlichen Zentrum der Gegend bedeutete.
Symbol für diese Entwicklung war der Bau des Postamtes, welches er privat finanzierte (1902). Zusammen mit seiner Frau entwickelte er ein starkes lokales Engagement, zum Teil in Ehrenämtern, zum Teil in gemeindepolitischen Gremien. Bei den Kommunalwahlen 1933 trat Petersen als Spitzenkandidat der „Unpolitischen Bürgerliste“ gegen die Nationalsozialisten an und verlor. Er legte im selben Jahr alle seine Ämter nieder und begann mit der schriftstellerischen Beschäftigung als Heimatkundler. Er verfasste in den folgenden Jahren die Chroniken von Dollrott, Brebel, Nottfeld, Steinfeld und Süderbrarup. Während des Zweiten Weltkriegs war er Autor der sog. „Heimatbriefe“ an Frontsoldaten aus der Gemeinde. 1945 wurde Petersen für kurze Zeit zum Bürgermeister ernannt und nahm bis zu seinem Tod noch mehrere lokale Ämter ein.
Petersen steht exemplarisch für die schleswig-holsteinische, ländliche Unternehmerpersönlichkeit, die den durch den technischen Fortschritt induzierten Aufschwung umgesetzt hat. Als solcher wird er seinen Zeitgenossen in Erinnerung geblieben sein. Die starke Heimatverbundenheit trat mit einer ausgeprägten bürgerlich-konservativen Haltung auf, die sich selbst als unpolitisch empfand, aber politisch wirkte und damit 1933 in den Fokus der lokalen Nationalsozialisten geriet. Er war sicherlich kein Widerständler.
Inwieweit er aber durch seine persönlich erklärte innere Opposition und den Rücktritt aus den Ämtern nicht als Mitläufer angesehen werden konnte, sei dahingestellt. Für die heutige Chronisten-Generation stellen Petersens Werke den Kern für die modernen Bearbeitungen dar (Süderbrarup, Steinfeld, Brebel), die in der Aufarbeitung der frühen archivalischen und archäologischen Quellen zum Teil direkt von Petersen übernommen wurden. Er ist damit Repräsentant der frühen Generation von Chronisten, deren Werke bis heute für einige Dörfer die einzig existierenden sind.

## Werke
- Dorfbuch Nottfeld, Nottfeld 1942.
- Dorfbuch für die Gemeinde Steinfeld, Süderbrarup 1944. – Die Steinfelder Dorfchronik, neu bearbeitet und ergänzt von Detlef Lille, Steinfeld 1979
- (zus. m. Peter Hinrichsen): Dorfbuch Dollrott, Dollrottfeld 1943.
- Dorfbuch Brebel, Süderbrarup 1944.